# Estany Don Juan
L'Estany Don Juan o Bassa Don Juan (en anglès: Don Juan Pond o Lake Don Juan) és un petit llac hipersalí situat a l'oest de la Vall Wright a l'Antàrtida a 8 km a l'oest del Llac Vanda. L'estany Don Juan és la massa d'aigua més salina del món, ja que té un nivell de salinitat de més del 40%.
L'estany Don Juan va ser descobert l'any 1961. Va rebre el nom de dos pilots d'helicòpter, els lloctinents Don Roe i John Hickey, els quals pilotaven l'helicòpter en la primera investigació d'aquest estany durant la qual malgrat que la temperatura ambiental era de -30 °C l'aigua de l'estany va romandre en estat líquid (per la seva gran salinitat).
L'any 1965 es va descriure per primera vegada en tot el món a l'estany Don Juan l'antarcticita, un mineral de calci poc freqüent.

## Salinitat
L'estany Don Juan és de fons pla i d'aigües somes. Té més salinitat que la mar Morta o fins i tot que el Llac Assal de Djibouti. Es diu que la salinitat de l'estany Don Juan és 18 vegades la de l'oceà. De fet és l'únic llac hipersalí de l'Antàrtida que gairebé mai es glaça i no té una coberta de gel. Els ions dominants són de calci i de clor. Segons el mapa de 1977 publicat pel
USGS ocupava una superfície de 0,25 km². Tanmateix recentment la seva superfície ha disminuït considerablement. La seva fondària màxima de 30 cm el 1993 i només de 10 cm el 1997, l'any 1998 l'estany va quedar pràcticament sec excepte per poques desenes de metres quadrats.
La composició de les seves aigües és CaCl₂ 3,72 mol/kg i NaCl 0,50 mol/kg, a la temperatura de -51.8 °C.
Això seria equivalent a 413 g de CaCl₂ i 29 g de NaCl per kg d'aigua.

## Enllaços externs

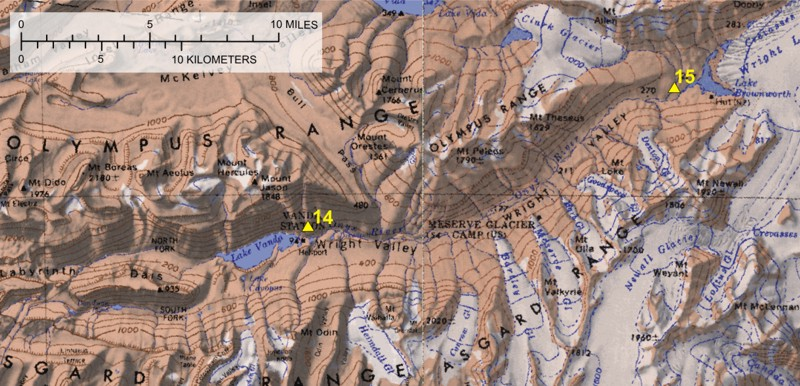
L'estany Don Juan es troba a la cantonada de sota a l'esquerra del mapa (sud-oest)